# Tutto ciò che abbiamo
Tutto ciò che abbiamo è un singolo del gruppo musicale italiano Ex-Otago pubblicato il 14 gennaio 2020.

## Descrizione
Il brano è stato pubblicato come singolo digitale il 14 gennaio 2020 ed è entrato in rotazione radiofonica a partire dal successivo 17 gennaio.

## Video musicale
Il videoclip, diretto da Maurizio Carucci, è stato pubblicato in concomitanza della pubblicazione del singolo sul canale YouTube del gruppo e ha visto la partecipazione degli attori Chiara Baschetti, Martina Mascarello e Paolo Livolsi.

## Tracce
Testi e musiche di Francesco Bacci, Maurizio Carucci, Olmo Martellacci, Rachid Bouchabla, Simone Bertuccini.
1. Tutto ciò che abbiamo – 3:31